# Mari Pau Huguet
Mari Pau Huguet   (Estopanyà, 11 d'agost de 1963) és una presentadora de televisió catalana, amb una trajectòria professional molt vinculada a Televisió de Catalunya, que viu a Lleida.

## Biografia
Va estudiar a les Escoles Nacionals de la Bordeta, a la Sagrada Família de Lleida, a l'Institut Màrius Torres de Lleida, i a la Universitat de Lleida (El Roser), on va cursar Filologia romànica. Es llicencià en filologia romànica a la Universitat de Tolosa i també parla alemany, francès, anglès, italià, portuguès i xinès.
Fou locutora de diversos programes a diversos programes de Ràdio Terraferma de la Cadena 13 des del 1983. Des del 1986 treballa a Televisió de Catalunya, on va començar sent presentadora de continuïtat i on ha estat presentadora i conductora al concurs del Filiprim i Migdia, la transmissió de Cavalcades de Reis, les Festes de la Mercè, les campanades de Caps d'Any, l'espai De Vacances, el Mag Magazine, Com a casa, Bon dia Catalunya, L'hora de Mari Pau Huguet, En directe Mari Pau, Bojos pel ball, Crònica d'avui, Connexions, Dies de tele, Zona de ball, En directe i TVist. Com a actriu ha participat en sèries com Nissaga de poder, El cor de la ciutat, Plats bruts, Lo Cartanyà, Polònia. En el teatre ha fet de narradora a l'obra Oliver Twist de Coco Comin. A Catalunya Ràdio va fer el programa Cafè amb gel. Ha publicat el llibre Anem a ballar?.
Des del 2010 treballa al servei del Defensor de l'Audiència de Televisió de Catalunya.

## Reconeixements
- 1989 i 1990. 2 TP d'Or a la millor presentadora.[14]
- 1991. Premi Òmnium Cultural, pel programa Com a casa.[15]
- 1996. Premi Zapping (millor presentadora).[14]
- 2004. Micròfon de plata. Premi Apei (Associació de Professionals i Informadors de Ràdio i TV), millor presentadora.[16]
- 2019. Premi d'Honor a la trajectòria del Zoom Festival.[17]